# Zadyszka
Zadyszka – jubileuszowy tribute album, wydany 7 października 2011 z okazji X-lecia zespołu happysad. Wydawnictwo składa się dwóch płyt (CD+DVD).
Płyta zawiera utwory zagrane przez zespoły zaprzyjaźnione z grupą happysad, w nowych aranżacjach. Na płycie znalazł się też jeden utwór w wykonaniu happysad – „Manewry szczęścia”, który także został zaprezentowany w nowej aranżacji.
W książeczce dołączonej do płyty znajdują się wypowiedzi muzyków coverujących utwory happysad, wywiad z samym zespołem podsumowującym m.in. występ w Jarocinie oraz krótka rozmowa z menadżerem kapeli.

## Lista utworów
| 1.  | Mjut – „Łydka”                            | 03:34   |
|     |                                           |         |
| 2.  | Muzyka Końca Lata – „Jeszcze, jeszcze”    | 03:14   |
|     |                                           |         |
| 3.  | Czesław Śpiewa – „Zanim pójdę”            | 03:01   |
|     |                                           |         |
| 4.  | Stan Miłości i Zaufania – „Hymn 78”       | 02:50   |
|     |                                           |         |
| 5.  | Indios Bravos – „Kostuchna”               | 05:25   |
|     |                                           |         |
| 6.  | Maki i Chłopaki – „Partyzant K.”          | 02:54   |
|     |                                           |         |
| 7.  | Enej – „Mów mi dobrze”                    | 04:22   |
|     |                                           |         |
| 8.  | Nathalie and the Loners – „Taką wodą być” | 04:05   |
|     |                                           |         |
| 9.  | Drivealone – „Długa droga w dół” (remiks) | 03:28   |
|     |                                           |         |
| 10. | Muchy – „Nie ma nieba”                    | 03:12   |
|     |                                           |         |
| 11. | Hurt – „Ja do ciebie”                     | 03:40   |
|     |                                           |         |
| 12. | Naiv – „Jeśli nie rozjadą nas czołgi”     | 03:30   |
|     |                                           |         |
| 13. | Frontside – „Nie ma nieba”                | 06:18   |
|     |                                           |         |
| 14. | Janusz Zdunek. 3 – „Taka historia”        | 04:46   |
|     |                                           |         |
| 15. | Agim Dżeljilji – „Made in China” (remiks) | 06:25   |
|     |                                           |         |
| 16. | happysad - „Manewry szczęścia”            | 04:02   |
|     |                                           |         |
|     |                                           | 1:04:46 |
|     |                                           |         |

## Dodatek DVD
Druga płyta to DVD, które zawiera urodzinowy koncert happysadu zarejestrowany 16 lipca 2012 podczas Festiwalu w Jarocinie. Gościnnie wystąpili: Karol Strzemieczny (Paula i Karol, Stan Miłości i Zaufania), który wspierał zespół wokalnie i instrumentalnie, Czesław Mozil ze swoją wersją „Zanim pójdę”, Grabaż (Strachy na Lachy) śpiewający „Poznańskiego” – nowy utwór zespołu oraz Gutek (Indios Bravos) w zamykającym koncert „My się nie chcemy bić”. Po raz pierwszy w historii zespołowi happysad towarzyszyła rozbudowana sekcja dęta. Dodatkiem do płyty jest 5 minutowy reportaż z pobytu zespołu w Jarocinie, z prób przed urodzinowym koncertem oraz z piłkarskiego turnieju „Jarocin gra dla Stopy”.

### Lista utworów
1. „Nie ma nieba”
2. „Kostuchna”
3. „Damy radę”
4. „Łydka”
5. „Zanim pójdę” – feat. Czesław Mozil
6. „Made in China”
7. „Poznański” – feat. Grabaż
8. „Ojczyzna”
9. „Piękna”
10. „Taką wodą być”
11. „Długa droga w dół”
12. „Psychologa”
13. „Milowy las”
14. „My się nie chcemy bić” – feat. Gutek
15. „Mów mi dobrze”

## Single
- 2011: „Manewry szczęścia”